# Debiganj
Debiganj è un sottodistretto (upazila) del Bangladesh situato nel distretto di Panchagarh, divisione di Rangpur. Si estende su una superficie di 309,04 km² e conta una popolazione di 224.709 abitanti (censimento 2011). 
Fino al 2015 era indiana e circondata dal questo sottodistretto Dahala Khagrabari, l'unica enclave di 3º livello al mondo.